# Головківська сільська рада (Малинський район)
Головківська сільська рада (інколи — Головчинська сільська рада) — колишня адміністративно-територіальна одиниця та орган місцевого самоврядування у Малинському районі Малинської, Коростенської й Волинської округ, Київської і Житомирської областей Української РСР та України з адміністративним центром в селі Головки.

## Населені пункти
Сільській раді були підпорядковані населені пункти:
- с. Головки
- с. Квітневе
- с. Лідівка
- с. Лісове
- с. Маклаївка
- с. Омелянівка
- с. Червоний Лан

## Населення
Кількість населення сільської ради, станом на 1924 рік, становила 1 766 осіб.
Відповідно до результатів перепису населення СРСР, кількість населення ради, станом на 12 січня 1989 року, становила 1 116 осіб.
Станом на 5 грудня 2001 року, відповідно до перепису населення України, кількість мешканців сільської ради становила 809 осіб.

## Склад ради
Рада складалася з 14 депутатів та голови.

### Керівний склад попередніх скликань
| ПІБ                          | Основні відомості                                                 | Дата обрання | Дата звільнення |
| ---------------------------- | ----------------------------------------------------------------- | ------------ | --------------- |
| Марченко Анатолій Васильович | Сільський голова, 1967 року народження, безпартійний              | 26.03.2006   | 31.10.2010      |
| Ярмоченко Ігор Віталійович   | Сільський голова, 1961 року народження, освіта вища, безпартійний | 31.10.2010   |                 |

Примітка: таблиця складена за даними джерела

## Історія
Створена 1923 року в складі сіл Головки, хуторів Грузький Лісок, Дересовське (Деревеське), Панське Поле, колоній Володимирівка, Лідівка та залізничного роз'їзду Головки Малинської волості Радомисльського повіту Київської губернії. 7 березня 1923 року увійшла до складу новоствореного Малинського району Малинської округи.
У вересні 1924 року в підпорядкуванні ради перебували хутори Білове Ріпище, Буда, Вирки, Високий Грудок, Горбате Поле, Діброва, Кабиш Курінь, Колопечі, Куплевате, Курганки, Мале Канунне, Мишів, Оборок, Панський Кут, Праворіжжя, Рем'янівське Будище, Стежка і Тарасове. Станом на 17 грудня 1926 року хутори Вирки, Кабиш Курінь, Мишів, Оборок та Стежка не числяться на обліку населених пунктів. Станом на 1 жовтня 1941 року на обліку перебувають х. Жовтень (згодом — Жовтневе, Маклаївка), поселення Сталіна (згодом — Сталінський, Квітневе) та Червоний Лан; хутори Білеве Ріпище, Буда, Високий Груд, Горбате Поле, Грузький Лісок, Дересовське, Коло Печі, Куплевате, Курганка, Мале Канунне, Панське Поле, Панський Кут, Праворіжжя, Рем'янівське Будище, Тарасове та кол. Володимирівка не числяться на обліку населених пунктів. Станом на 1 вересня 1946 року зал. роз'їзд Головки не перебуває на обліку.
Станом на 1 вересня 1946 року сільська рада входила до складу Малинського району Житомирської області, на обліку в раді перебували села Головки, Лідівка та хутори Жовтень, Сталінський і Червоний Лан.
11 серпня 1954 року, внаслідок виконання указу Президії Верховної ради УРСР «Про укрупнення сільських рад по Житомирській області», до складу ради включені села Бабина Лоза (згодом — Лісове), Баранівка та Омелянівка ліквідованої Баранівської сільської ради Малинського району. 5 березня 1959 року, відповідно рішення Житомирського облвиконкому № 161 «Про ліквідацію та зміну адміністративно-територіального поділу окремих сільських рад області», с. Баранівка передане до складу Пиріжківської сільської ради Малинського району. 14 березня 1960 року, відповідно до рішення ЖОВК № 227 «Про зміни в адміністративно-територіальному поділі сільських рад Малинського району», внаслідок об'єднання з Шевченківською сільською радою, підпорядковано села Тишів та Шевченкове. 7 січня 1963 року, відповідно до рішення Житомирського облвиконкому № 2 «Про зміну адміністративної підпорядкованості окремих сільських рад і населених пунктів», села Тишів та Шевченкове передано до складу Йосипівської сільської ради Коростенського району. 19 квітня 1965 року, відповідно до рішення ЖОВК № 211 «Про зміни в адміністративному підпорядкуванні деяких населених пунктів області», ці села повернуто до складу Головківської сільської ради.
Станом на 1 січня 1972 року сільська рада входила до складу Малинського району Житомирської області, на обліку в раді перебували села Головки, Жовтневе, Квітневе, Лідівка, Лісове, Омелянівка, Тишів, Червоний Лан та Шевченкове.
12 серпня 1974 року, відповідно до рішення ЖОВК № 342 «Про зміни в адміністративно-територіальному поділі окремих районів області в зв'язку з укрупненням колгоспів», села Тишів та Шевченкове передано до складу Барвінківської сільської ради Малинського району Житомирської області.
Виключена з облікових даних 17 липня 2020 року, територію та населені пункти ради, відповідно до розпорядження Кабінету Міністрів України № 711-р від 12 червня 2020 року «Про визначення адміністративних центрів та затвердження територій територіальних громад Житомирської області», включено до складу Чоповицької селищної територіальної громади Коростенського району Житомирської області.